# Marco Bonilla Mendoza
Marco Antonio Bonilla Mendoza (Chihuahua, Chihuahua, 1 de agosto de 1983) es un abogado y político mexicano, miembro del Partido Acción Nacional, que actualmente es Presidente Municipal de Chihuahua para el periodo 2024-2027

## Biografía
Marco Bonilla nació en Chihuahua, Chihuahua el 1 de agosto de 1983. Hijo de Luz Elvira Mendoza Mucharraz y de Marco Antonio Bonilla Mendoza, es el menor de tres hijos.
Estudió la carrera de Licenciatura en Derecho en la Universidad Autónoma de Chihuahua, y cuenta con estudios de maestría en impuestos por la Facultad de Contaduría y Administración en la misma universidad.
Durante su formación académica en la UACH participó activamente como líder estudiantil, destacando como Consejero Técnico, Consejero Universitario y Candidato a Presidente de la Sociedad de Alumnos.
Más tarde regresó a la Facultad de Derecho como catedrático de la materia de Teoría General del Estado.
Desde hace 11 años es fundador de un despacho legal especializado en derecho ambiental.

## Carrera Política
Bonilla mostró interés en participar en la vida política desde muy joven, afiliándose en 2004 al Partido Acción Nacional, en su segmento Acción Juvenil, escalando a diversos puestos dentro del partido, desde Funcionario de Partido en el Comité Directivo Municipal, hasta llegar a ser Secretario de Fortalecimiento Interno del Comité Directivo Estatal. Se convirtió en Consejero Estatal del partido en el 2014, refrendando dicha posición en el 2019 al ser el Consejero más votado de la 30 Asamblea Estatal Ordinaria del PAN en Chihuahua. 
Fue funcionario municipal en las administraciones de Juan Alberto Blanco Zaldivar 2004-2005 y de Carlos Borruel Baquera 2007-2010 trabajando en el área de atención a la juventud en ambas ocasiones.
En 2012 fue funcionario federal en la administración del Presidente de México Félipe Calderón Hinojosa, ocupando el cargo de Subdirector de Administración del Agua en la Comisión Nacional del Agua en Chihuahua. Y en 2013 se integró como funcionario del H. Congreso del Estado de Chihuahua.
Ese mismo año fue el Coordinador General de Campaña de la entonces candidata a Diputada Local, hoy Gobernadora de Chihuahua, Maria Eugenia Campos Galván.
Para 2016, repitió como coordinador general de campaña de Campos Galván, esta vez a la Presidencia Municipal, resultando ganadores de la elección y recuperando la alcaldía en Chihuahua para Acción Nacional.
Después de la elección, siendo Regidor electo del Ayuntamiento de Chihuahua, solicitó licencia al día siguiente de asumir el cargo para ocupar la Dirección de Desarrollo Humano y Educación del municipio.
El 17 de mayo del 2018, luego de que la entonces alcaldesa Maru Campos solicitara licencia a su cargo para buscar la reelección, Bonilla fue electo por unanimidad de votos en sesión de ayuntamiento como Presidente Municipal sustituto, convirtiéndose así en el alcalde más joven en la historia de Chihuahua con 34 años y 9 meses de edad al ocupar el cargo.
Dejó el puesto el 8 de agosto de ese año, luego de la finalización de la licencia de Campos Galván, para regresar a su cargo como Director de Desarrollo Humano del gobierno municipal.
En el 2021 renunció a la Dirección de Desarrollo Humano y Educación para contender en la elección interna del PAN en Chihuahua y buscar ser el candidato a presidente municipal, ganando dicho proceso por un margen de 3 a 1 a su competidor, Roberto Lara Rocha.
Ya como candidato a la Presidencia Municipal, de nueva cuenta y al mismo tiempo, fue el coordinador en el municipio de Chihuahua de la campaña a la gubernatura de Maru Campos, resultando nuevamente ganadores.

## Presidente Municipal
En las elecciones municipales de 2021 contendió por la presidencia municipal de Chihuahua para el periodo 2021-2024, como el abanderado de la coalición formada por el Partido Acción Nacional y el Partido de la Revolución Democrática.
Ganó la elección superando al candidato de MORENA y exalcalde de Chihuahua Marco Adán Quezada Martinez, obteniendo un total de 204,976 votos, lo que representó el 54.76% de los votos válidos en la ciudad, y convirtiendo de esa manera a Bonilla en el alcalde más votado en la historia de Chihuahua, récord que superó de nueva cuenta en 2024 tras ser reelecto por la ciudadanía.

## Logros
Durante su administración como alcalde, el Instituto Nacional de Estadística y Geografía, INEGI, reportó que Chihuahua se convirtió en un municipio al que sus ciudadanos se refirieron con mejor efectividad para resolver problemas y que su policía municipal era de las corporaciones más confiables en el país.
A su vez, el Instituto Mexicano para la Competitividad ,IMCO, ubicó a Chihuahua en el top 10 de las ciudades con más de un millón de habitantes de México, otorgándole el sexto lugar del índice de competitividad urbana, el primer lugar como el municipio más innovador, y nombrando a Chihuahua como la segunda ciudad con mayor calidad de vida en México.
Como alcalde, logró que Chihuahua se posicionara en el primer lugar de transparencia a nivel nacional, de acuerdo a la plataforma Ciudadanos por la transparencia (CIMTRA) y Ciudadanos en Participación Activa (CEPAC), obteniendo una calificación de 100.
El municipio obtuvo varias certificaciones en materia de transparencia y anticorrupción, como la certificación en el sistema ISO Gestión Antisoborno. Además, Chihuahua se convirtió en el único ente de gobierno en todo México en obtener la Evaluación PEFA check, otorgada por el Fondo Monetario Internacional y el Banco Mundial, entre otras instituciones.
A su vez, bajo el mandato de Bonilla, Chihuahua logró las mejores calificaciones crediticias del país AAA Perspectiva Estable de Fitch y HR Ratings, y se impulsó el primer plan de gobierno abierto municipal.

## Legado
Durante su gestión fueron construidas 438 obras públicas en Chihuahua, con una inversión histórica de más de 2 mil millones de pesos, entre las cuales destacan; el polideportivo Luis H. Álvarez, que es el complejo deportivo más grande de Chihuahua, consistente de 14 hectáreas de longitud; el Distribuidor Vial Sur, que también se convirtió en el puente vehicular más grande del estado de Chihuahua con una longitud de 880 metros; el CEDEFAM Punta Oriente, Centro de Desarrollo Familiar que cuenta con doctor, psicólogo, guardería para hijos de madres trabajadoras, que beneficia alrededor de 5 mil personas de la zona y; el Campus de Seguridad y Justicia del ISSCUU, un complejo educativo para policías y bomberos de Chihuahua conformado por el mejor campo de tiro interior de México, una torre de simulación, sala táctica, gimnasio, pueblo táctico, aulas, salas de conducción y de tiro virtuales.
Se implementó el plan de modernización del alumbrado público más intenso en la historia de Chihuahua Capital, cambiando más de 63 mil luminarias obsoletas y sustituyéndolas por lámparas con tecnología LED.
En materia de educación se invirtieron más de 215 MDP en el Programa “Mi Beca Chihuahua”, y “Mi Bolso Escolar", con los cuales se beneficiaron más de 165 mil alumnos de primaria y secundaria.
En materia cultural los recursos del Fondo Municipal para Artistas y Creadores aumentaron a más del doble del presupuesto, con el cual se crearon y difundieron  más de 100 proyectos culturales de artistas locales.
Durante su administración, Bonilla fue un férreo impulsor del deporte, apoyando a deportistas chihuahuenses con becas universales; y a los equipos locales, Dorados de Chihuahua basquetbol de la Liga Nacional de Baloncesto Profesional, Adelitas de Chihuahua en la LNBP Femenil, Savage participante en la liga M1 de fútbol indoor de USA,Caudillos de Chihuahua en la Liga de Fútbol Americano a nivel nacional y gracias a su impulso, junto al Gobierno del Estado y al sector empresarial, Chihuahua regresó a la Liga Mexicana de Beisbol con Dorados de Chihuahua después de 14 años de ausencia.
En materia de desarrollo económico, su administración fue la que más empleos generó durante las dos últimas décadas en Chihuahua, ya que se crearon más de 37 mil empleos formaleslo que equivale a 29 empleos diarios.  El salario mensual promedio por familia en la ciudad creció más de 22%y en cuanto a la Inversión Extranjera Directa, Chihuahua recibió 1 mil 750 MDD, siendo el 2022 el año con la cantidad más alta de este tipo de inversión en los últimos 23 años.
Gracias a las políticas públicas impulsadas en favor de las Niñas, Niños y Adolescentes en Chihuahua, como el programa “La Calle no es su Lugar”, donde se busca alejar a los niños y niñas de las calles y prevenir la explotación infantil, llevándolos a estancias infantiles que apoyan a los padres de familia con el cuidado y la educación de los menores rescatados.
Además, Bonilla fue elegido como Presidente de la Red Mexicana de Ciudades amigas de la Niñez del periodo 2024 al 2027, asociación nacional de municipios comprometidos con la protección de los derechos de los niños y adolescentes.
Al final de su administración, diversos estudios de investigación, entre los que destacan Massive Caller y RUBRUM lo posicionaron como uno de los alcaldes mejor calificados del país. 

## El Relleno Sanitario en Chihuahua
El 22 de noviembre del 2021, Bonilla anunció la correcta Clausura del Relleno Sanitario de Chihuahua, cuya vida útil estaba por terminar. Para reemplazarlo, se planteó construir un sistema de economía circular para reutilizar los residuos sólidos. Por lo que se elaboraron estudios científicos encabezados por diversas Universidades.
El resultado final arrojó que el mejor sitio para construir el nuevo relleno sería en la zona denominada Mápula, a las afueras del municipio de Chihuahua, por lo que dicho terreno fue adquirido por el ayuntamiento y se obtuvieron las autorizaciones federales y estatales para proceder con el proyecto. 
Sin embargo, debido a una serie de amparos encabezados por el empresario Chihuahuense Eugenio Baeza Fares, quien es dueño de predios de nogaleras cercanas a donde está planeada la obra, y bajo el argumento de revisar los riesgos ambientales de la obra, el proyecto se detuvo por una orden del juzgado Primero De Distrito.
Hasta la fecha del presente artículo el litigio continúa y no ha recaído sentencia alguna respecto al mismo. Virtud a lo a anterior, el municipio de Chihuahua tomó la decisión de ampliar la capacidad del relleno sanitario actual, para garantizar el manejo de residuos para los próximos 3 años, en tanto se resuelve el litigio. 

## Reelección
En las elecciones de 2024, Bonilla contendió de nueva cuenta para reelegirse como presidente municipal para el periodo 2024-2027 por la coalición denominada “Juntos Defendamos Chihuahua” formada por el Partido Acción Nacional, el Partido Revolucionario Institucional y el Partido de la Revolución Democrática.
Nuevamente resultó ampliamente ganador, esta vez contra el candidato Miguel La Torre Saénz de MORENA, obteniendo un total de 248,339 votos, casi 50 mil votos más que en la pasada elección, lo que representó el 57.4% de los votos válidos en la ciudad y con lo cual superó su récord anterior y se convirtió ahora en el político más votado para cualquier cargo de elección popular en la historia de Chihuahua Capital.

## Vida Personal
Está casado desde el 17 de septiembre de 2005 con Karina Aidee Olivas Maldonado, con quien tiene tres hijos de nombres Marco, Pablo y Mateo.
En cuanto a sus aficiones, ha demostrado en varias ocasiones su fanatismo por los Vaqueros de Dallas de la NFL y Club América de la primera división de México.
También es profundamente fanático de la saga dirigida por Robert Zemeckis, Volver al Futuro, contando con una vasta colección de artículos de las películas, misma que ha mostrado en sus redes sociales. Incluso nombró a su perro “Marty” en honor al protagonista de la trilogía, Marty McFly.